# Dirk Taat
Dirk Taat (ur. 10 października 1984 roku w Hadze) – holenderski model, prezenter telewizyjny i aktor norweskiego pochodzenia.
Po ukończeniu szkoły średniej i uzyskaniu dyplomu wszedł do branży hotelarskiej HoReCa. Przez krótki czas dorabiał w kawiarni w belgijskiej Antwerpii. Uczęszczał na kurs Broker. Jako model pojawił się w reklamach m.in. dla wyrobów Tommy Hilfigera, obok Björna Borga i programie telewizyjnym „Veronica Magazine”, a następnie w „Life & Cooking”. W operze mydlanej Onderweg naar Morgen (W drodze do jutra, 2008-2010) grał rolę aroganckiego Alexa Luzacka.

## Wybrana filmografia
- 2007: Moordwijven
- 2008-2010: Onderweg naar Morgen (W drodze do jutra) jako Alex Luzack
- 2009: De TV kantine jako Dirk Taat
- 2009: S1NGLE jako laweta do transportu